# IC 4966
IC 4966 — галактика типу *3 (потрійна зірка) у сузір'ї Телескоп.
Цей об'єкт міститься в оригінальній редакції індексного каталогу.